# Southwind Airlines
Southwind Airlines is een Turkse lagekostenluchtvaartmaatschappij en heeft haar hub op de luchthaven van Antalya. De maatschappij vliegt tussen Rusland en Turkije en naar Iran.

## Geschiedenis
Southwind Airlines werd in april 2022 opgericht en de eerste vlucht volgde op 12 augustus 2022 naar Perm. De maatschappij werkte daarmee nauw samen met het Russische Nordwind Airlines. Mede daarom sloot Finland haar luchtruim voor de maatschappij op 25 maart 2024. Op 28 maart 2024 sloot de hele Europese Unie het luchtruim voor Southwind Airlines, later volgde formeel ook Zwitserland. De maatschappij is ook verbannen vanwege het omzeilen van de sancties tegen Rusland na de Russische invasie van Oekraïne. Southwind Airlines spande een rechtszaak aan tegen de verbanning, maar verloor de zaak.

## Vloot

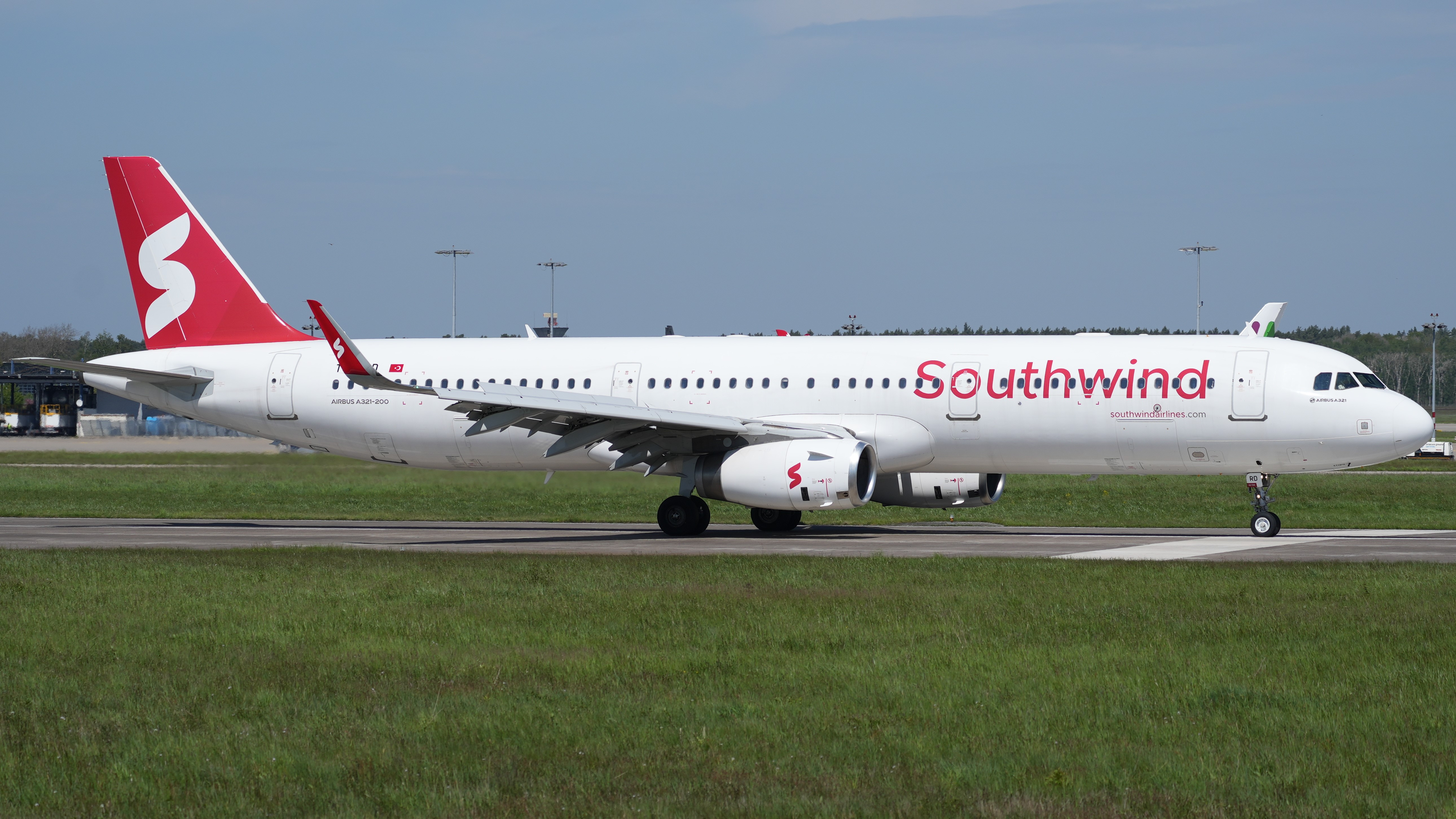
Een Airbus A321-200 van Southwind Airlines

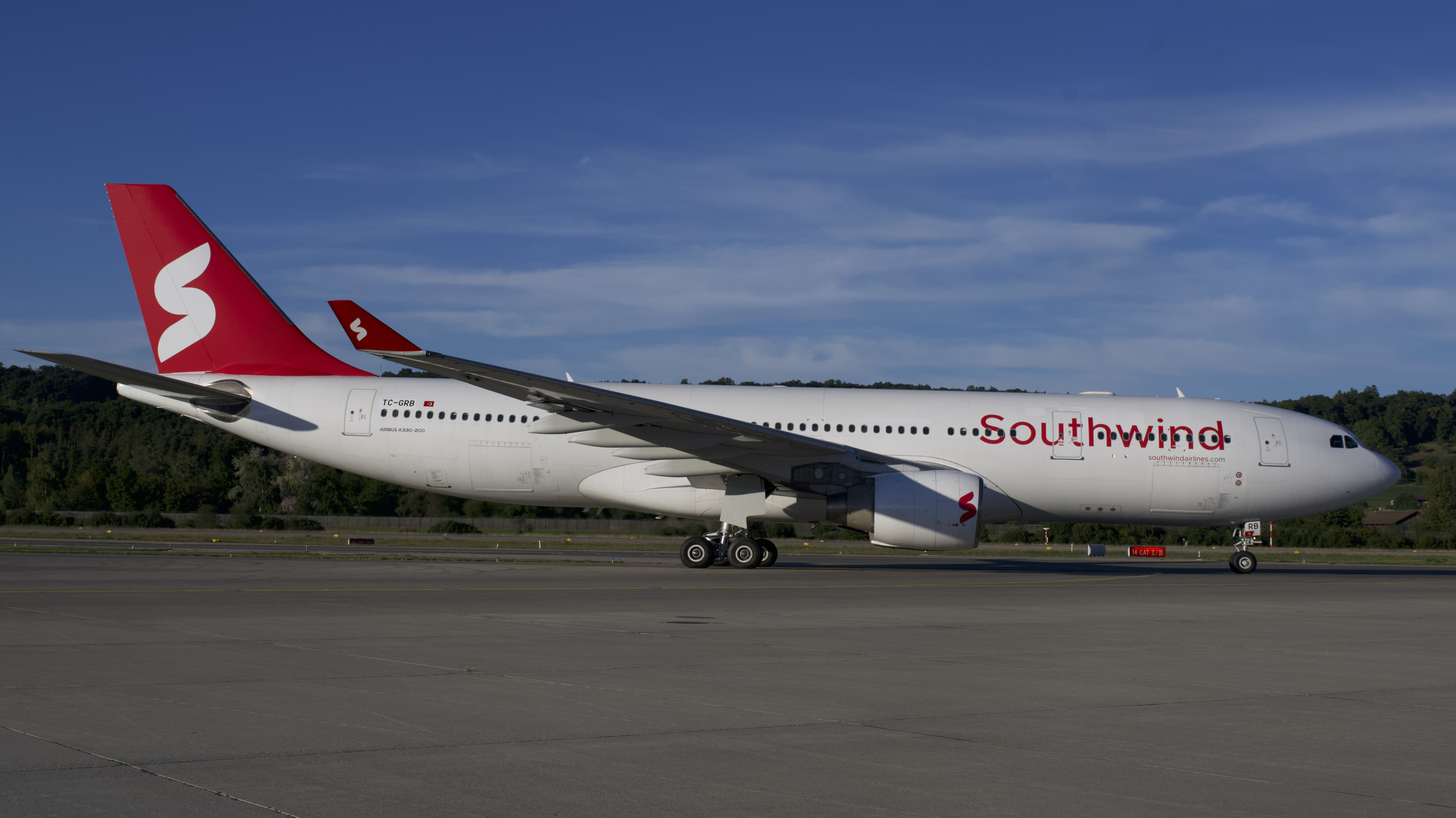
Een Airbus A330-200 van Southwind Airlines

De vloot van Southwind Airlines bestaat uit de volgende toestellen (september 2024):
| Type             | In dienst | Orders | Opmerkingen |
| ---------------- | --------- | ------ | ----------- |
| Airbus A321-200  | 2         | —      |             |
| Airbus A321neo   | 1         | —      | TC-GRE      |
| Airbus A330-200  | 2         | —      |             |
| Boeing 737 MAX 8 | 3         | —      |             |
| Boeing 777-300   | 3         | —      |             |
| Boeing 777-300ER | 1         | —      | TC-GRZ      |
| Totaal           | 12        | —      |             |

## Bestemmingen
Southwind Airlines vliegt naar de volgende bestemmingen (september 2024):
| Land    | Stad            | Luchthaven                                | Opmerkingen |
| ------- | --------------- | ----------------------------------------- | ----------- |
| Iran    | Teheran         | Internationale luchthaven Imam Khomeini   |             |
| Rusland | Archangelsk     | Luchthaven Talagi                         |             |
| Rusland | Jekaterinenburg | Luchthaven Koltsovo                       |             |
| Rusland | Kaliningrad     | Luchthaven Chrabrovo                      |             |
| Rusland | Kazan           | Luchthaven Kazan                          |             |
| Rusland | Krasnojarsk     | Internationale luchthaven Krasnojarsk     |             |
| Rusland | Mineralnye Vody | Luchthaven Mineralnye Vody                |             |
| Rusland | Moskou          | Luchthaven Sjeremetjevo                   |             |
| Rusland | Nizjnekamsk     | Luchthaven Begisjevo                      |             |
| Rusland | Novosibirsk     | Luchthaven Tolmatsjovo                    |             |
| Rusland | Oefa            | Internationale luchthaven Oefa            |             |
| Rusland | Orenburg        | Luchthaven Orenburg                       |             |
| Rusland | Perm            | Internationale luchthaven Bolsjoje Savino |             |
| Rusland | Samara          | Luchthaven Koeroemotsj                    |             |
| Rusland | Sint-Petersburg | Luchthaven Poelkovo                       |             |
| Rusland | Sotsji          | Luchthaven Adler-Sotsji                   |             |
| Rusland | Syktyvkar       | Luchthaven Syktyvkar                      |             |
| Rusland | Tsjeljabinsk    | Luchthaven Balandino                      |             |
| Rusland | Wolgograd       | Internationale luchthaven Wolgograd       |             |
| Turkije | Antalya         | Luchthaven Antalya                        | hub         |
| Turkije | Dalaman         | Luchthaven Dalaman                        |             |
| Turkije | Tarsus          | Internationale luchthaven Çukurova        |             |

## Incidenten en ongevallen
- Op 23 december 2023 stopte de motor van een Boeing 777-300 (reg. TC-GRU) ermee vlak voor de landing op de luchthaven van Hurghada.[10] Het toestel kon veilig landen.